# Eugen Bakumovski
Eugen Bakumovski est un joueur de volley-ball germano-ukrainien né le 11 octobre 1980 à Zaporijia (Ukraine). Il mesure 1,94 m et joue réceptionneur-attaquant. Il totalise 70 sélections en équipe d'Allemagne.

## Clubs
| Club       | Pays      | De        | À         |
| ---------- | --------- | --------- | --------- |
| SCC Berlin | Allemagne | 2003-2004 | 2003-2004 |
| Tarante    | Italie    | 2004-2005 | 2004-2005 |
| Ancône     | Italie    | 2005-2006 | …         |

## Palmarès
- Championnat d'Allemagne : 2004